# Caràcids
Els caràcids (Characidae) són una família de peixos teleostis de l'ordre dels caraciformes que comprèn una gran varietat de peixos petits que, majoritàriament, viuen formant bancs.

## Descripció
La majoria de les espècies d'aquesta família es caracteritza per tindre una petita aleta adiposa i una dentició forta i tallant.

## Alimentació
Algunes espècies són carnívores (depredadores) i d'altres herbívores.

## Captivitat
A un gran nombre d'espècies els agrada viure en aigua dolça lleugerament àcida.

## Distribució geogràfica
Es troba al sud-oest de Texas, Mèxic, Centreamèrica i Sud-amèrica.

## Subfamíliesigèneres
- Subfamília Serrasalminae: 
  - Metynnis (Cope, 1878)[4]
  - Piaractus (Eigenmann, 1903)[5]
  - Pygocentrus (Müller & Troschel, 1844)[6]
  - Serrasalmo (Duméril, 1806)
  - Serrasalmus (Lacépède, 1803)[7]
- Gèneres d'altres subfamílies:
  - Acanthocharax (Eigenmann, 1912)[8]
    - Acanthocharax microlepis (Eigenmann, 1912)[8]

  - Acestrocephalus (Eigenmann, 1910)[9]
  - Acinocheirodon (Malabarba & Weitzman, 1999)
    - Acinocheirodon melanogramma (Malabarba & Weitzman, 1999)[10]

  - Acnodon (Eigenmann, 1903)[5]
  - Acrobrycon (Eigenmann & Pearson, 1924)
  - Agoniates (Müller & Troschel, 1845)
  - Amazonspinther (Bührnheim, Carvalho, Malabarba & Weitzman, 2008)[11]
    - Amazonspinther dalmata (Bührnheim, Carvalho, Malabarba & Weitzman, 2008)[11]

  - Aphyocharacidium (Géry, 1960)
  - Aphyocharax (Günther, 1868)[12]
  - Aphyocheirodon (Eigenmann, 1915)[13]
    - Aphyocheirodon hemigrammus (Eigenmann, 1915)[13]

  - Aphyodite (Eigenmann, 1912)[8]
    - Aphyodite grammica (Eigenmann, 1912)[8]

  - Argopleura (Eigenmann, 1913)
  - Astyanacinus (Eigenmann, 1907)[14]
  - Astyanax (Baird & Girard, 1854)
  - Atopomesus (Myers, 1927)[15]
    - Atopomesus pachyodus (Myers, 1927)[15]

  - Attonitus (Vari & Ortega, 2000)[16]
  - Aulixidens (Böhlke, 1952)
    - Aulixidens eugeniae (Böhlke, 1952)[17]

  - Axelrodia (Géry, 1965)
  - Bario (Myers, 1940)
    - Bario steindachneri (Eigenmann, 1893)[18]

  - Boehlkea (Géry, 1966)
    - Boehlkea fredcochui (Géry, 1966)[19]

  - Brachychalcinus (Boulenger, 1892)[20]
  - Bramocharax (Gill, 1877)[21]
  - Brittanichthys (Géry, 1965)
  - Brycon (Müller & Troschel, 1844)
  - Bryconacidnus (Myers, 1929)
  - Bryconadenos (Weitzman, Menezes, Evers & Burns, 2005)[22]
    - Bryconadenos tanaothoros (Weitzman, Menezes, Evers & Burns, 2005)[23]
    - Bryconadenos weitzmani (Menezes, Netto-Ferreira & Ferreira, 2009)[24]

  - Bryconamericus (Eigenmann, 1907)
  - Bryconella (Géry, 1965)
    - Bryconella pallidifrons (Fowler, 1946)[25]

  - Bryconexodon (Géry, 1980)
  - Bryconops (Kner, 1858)[26]
  - Caiapobrycon (Malabarba & Vari, 2000)
    - Caiapobrycon tucurui (Malabarba & Vari, 2000)[27]

  - Carlana (Strand, 1982)
    - Carlana eigenmanni (Meek, 1912)[28]

  - Carlastyanax (Géry, 1972)
    - Carlastyanax aurocaudatus' (Eigenmann, 1913)[29]

  - Catoprion (Müller & Troschel, 1844)
    - Catoprion mento (Cuvier, 1819)[30]

  - Ceratobranchia (Eigenmann, 1914)[31]
  - Chalceus (Cuvier, 1818)[32]
  - Chalcinus
  - Characinus
  - Charax (Scopoli, 1777)
  - Cheirodon (Girard, 1855)[33]
  - Cheirodontops (Schultz, 1944)
    - Cheirodontops geayi (Schultz, 1944)[34]

  - Chilobrycon (Géry & de Rham, 1981)
    - Chilobrycon deuterodon (Géry & de Rham, 1981)[35]

  - Chrysobrycon (Weitzman & Menezes, 1998)
  - Clupeacharax (Pearson, 1924)
    - Clupeacharax anchoveoides (Pearson, 1924)[36]

  - Colossoma (Eigenmann & Kennedy, 1903)[37]
  - Compsura (Eigenmann, 1915)
  - Coptobrycon (Géry, 1966)
    - Coptobrycon bilineatus (Ellis, 1911)[38]

  - Corynopoma (Gill, 1858)
    - Corynopoma riisei (Gill, 1858)[39]

  - Creagrutus (Günther, 1864)
  - Ctenobrycon (Eigenmann, 1908)
  - Cyanocharax (Malabarba & Weitzman, 2003)[40]
  - Cynopotamus (Valenciennes, 1849)
  - Deuterodon (Eigenmann, 1907)
  - Diapoma (Cope, 1894)[41]
  - Engraulisoma (Castro, 1981)
    - Engraulisoma taeniatum (Castro, 1981)[42]

  - Exodon (Müller & Troschel, 1844)
    - Exodon paradoxus (Müller & Troschel, 1844)[43]

  - Galeocharax (Fowler, 1910)[44]
  - Genycharax (Eigenmann, 1912)
    - Genycharax tarpon (Eigenmann, 1912)[45]

  - Gephyrocharax (Eigenmann, 1912)
  - Glandulocauda (Eigenmann, 1911)
  - Gnathocharax (Fowler, 1913)
    - Gnathocharax steindachneri (Fowler, 1913)[46]

  - Grundulus (Valenciennes, 1846)
  - Gymnocharacinus (Steindachner, 1903)
    - Gymnocharacinus bergii (Steindachner, 1903)[47]

  - Gymnocorymbus (Eigenmann, 1908)
  - Gymnotichthys (Fernández-Yépez, 1950)[48]
    - Gymnotichthys hildae (Fernández-Yépez, 1950)[49]

  - Hasemania (Ellis, 1911)
  - Hemibrycon (Günther, 1864)[50]
  - Hemigrammus (Gill, 1858)[51]
  - Henochilus (Garman, 1890)
    - Henochilus wheatlandii (Garman, 1890)[52]

  - Heterocharax (Eigenmann, 1912)
  - Heterocheirodon (Malabarba, 1998)
  - Hollandichthys (Eigenmann, 1910)
    - Hollandichthys multifasciatus (Eigenmann & Norris, 1900)[53]

  - Hoplocharax (Géry, 1966)
    - Hoplocharax goethei (Géry, 1966)[54]

  - Hyphessobrycon (Durbin, 1908)[55]
  - Hypobrycon (Malabarba & Malabarba, 1994)
  - Hysteronotus (Eigenmann, 1911)
    - Hysteronotus megalostomus (Eigenmann, 1911)[56]

  - Iguanodectes (Cope, 1872)
  - Inpaichthys (Géry & Junk, 1977)
    - Inpaichthys kerri (Géry & Junk, 1977)[57]

  - Iotabrycon (Roberts, 1973)
    - Iotabrycon praecox (Roberts, 1973)[58]

  - Jupiaba (Zanata, 1997)[59]
  - Knodus (Eigenmann, 1911)
  - Kolpotocheirodon (Malabarba & Weitzman, 2000)
  - Landonia (Eigenmann & Henn, 1914)
    - Landonia latidens (Eigenmann & Henn, 1914)[60]

  - Leptagoniates (Boulenger, 1887)
  - Leptobrycon (Eigenmann, 1915)
    - Leptobrycon jatuaranae (Eigenmann, 1915)[13]

  - Lignobrycon (Eigenmann & Myers, 1929)
    - Lignobrycon myersi (Miranda-Ribeiro, 1956)[61]

  - Lobodeuterodon
    - Lobodeuterodon euspilurus (Fowler, 1945)

  - Lonchogenys (Myers, 1927)
    - Lonchogenys ilisha (Myers, 1927)[62]

  - Lophiobrycon (Castro, Ribeira, Benine & Melo, 2003)
    - Lophiobrycon weitzmani (Castro, Ribeira, Benine & Melo, 2003)[63]

  - Macropsobrycon (Eigenmann, 1915)[64]
  - Markiana (Eigenmann, 1903)[5]
  - Megalobrycon
    - Megalobrycon piabanha (Miranda-Ribeiro, 1902)

  - Microgenys (Eigenmann, 1913)
  - Microschemobrycon (Eigenmann, 1915)
  - Mimagoniates (Regan, 1907)[65]
  - Mixobrycon (Eigenmann, 1915)
    - Mixobrycon ribeiroi (Eigenmann a Eigenmann & Ogle, 1907)[66]

  - Moenkhausia (Eigenmann, 1903)
  - Monotocheirodon (Eigenmann & Pearson, 1924)
    - Monotocheirodon pearsoni (Eigenmann, 1924)[36]

  - Mylesinus (Valenciennes, 1850)[67]
  - Myletes
    - Myletes schomburgkii (Valenciennes a Cuvier & Valenciennes, 1850)

  - Myleus (Müller & Troschel, 1844)
  - Myloplus (Gill, 1896)
  - Mylossoma (Eigenmann & Kennedy, 1903)
  - Myxiops (Zanata & Akama, 2004)
    - Myxiops aphos (Zanata & Akama, 2004)[68]

  - Nanocheirodon (Malabarba, 1998)[69]
    - Nanocheirodon insignis (Steindachner, 1880)[70]

  - Nantis (Mirande, Aguilera & Azpelicueta, 2004)
    - Nantis indefessus (Mirande, Aguilera & Azpelicueta, 2004)[71]

  - Nematobrycon (Eigenmann, 1911)
  - Nematocharax (Weitzman, Menezes & Britski, 1986)
    - Nematocharax venustus (Weitzman, Menezes & Britski, 1986)[72]

  - Notropocharax
  - Odontostilbe (Cope, 1870)
  - Odontostoechus (Gomes, 1947)
    - Odontostoechus lethostigmus (Gomes, 1947)[73]

  - Oligobrycon (Eigenmann, 1915)[64]
    - Oligobrycon microstomus (Eigenmann, 1915)[74]

  - Oligosarcus (Günther, 1864)[75]
  - Orthospinus (Reis, 1989)[76]
    - Orthospinus franciscensis (Eigenmann, 1914)[77]

  - Ossubtus (Jégu, 1992)[78]
    - Ossubtus xinguense (Jégu, 1992)[79]

  - Othonocheirodus (Myers, 1927)[80]
    - Othonocheirodus eigenmanni (Myers, 1927)[62]

  - Oxybrycon (Géry, 1964)[81]
    - Oxybrycon parvulus (Géry, 1964)[82]

  - Paracheirodon (Géry, 1960)[83]
  - Paragoniates (Steindachner, 1876)
    - Paragoniates alburnus (Steindachner, 1876)[84]

  - Parapristella (Géry, 1964)[85]
  - Parastremma (Eigenmann, 1912)
  - Parecbasis (Eigenmann, 1914)[86]
    - Parecbasis cyclolepis (Eigenmann, 1914)[77]

  - Petitella (Géry & Boutière, 1964)
    - Petitella georgiae (Géry & Boutière, 1964)[87]

  - Phenacobrycon (Eigenmann, 1922)[88]
    - Phenacobrycon henni (Eigenmann, 1914)[60]

  - Phenacogaster (Eigenmann, 1907)[89]
  - Phenagoniates (Eigenmann & Wilson, 1914)[90]
    - Phenagoniates macrolepis (Meek & Hildebrand, 1913)[91]

  - Piabarchus (Myers, 1928)[92]
  - Piabina (Reinhardt, 1867)[93]
  - Piabucus (Oken, 1817)
  - Planaltina (Böhlke, 1954)[94]
  - Poecilurichthys
  - Poptella (Eigenmann, 1908)[95]
  - Priocharax (Weitzman & Vari, 1987)
  - Prionobrama (Fowler, 1913)[96]
  - Pristella (Eigenmann, 1908)[95]
    - Pristella maxillaris (Ulrey, 1894)[97]

  - Pristobrycon (Eigenmann, 1915)
  - Probolodus (Eigenmann, 1911)[98]
    - Probolodus heterostomus (Eigenmann, 1911)[99]

  - Prodontocharax (Eigenmann & Pearson, 1924)[100]
  - Psalidodon (Eigenmann, 1911)[98]
    - Psalidodon gymnodontus (Eigenmann, 1911)[99]

  - Psellogrammus (Eigenmann, 1908)[95]
    - Psellogrammus kennedyi (Eigenmann, 1903)[101]

  - Pseudochalceus (Kner, 1863)[102]
  - Pseudocheirodon (Girard, 1855)
  - Pseudocorynopoma (Perugia, 1891)
  - Pterobrycon (Eigenmann, 1913)
  - Ptychocharax (Weitzman, Fink, Machado-Allison & Royero L., 1994)
    - Ptychocharax rhyacophila (Weitzman, Fink, Machado-Allison & Royero L., 1994)[103]

  - Pygocentrus (Müller & Troschel, 1844)[6]
  - Pygopristis (Müller & Troschel, 1844)
    - Pygopristis denticulata (Cuvier, 1819)[30]

  - Rachoviscus (Myers, 1926)[104]
  - Rhinobrycon (Myers, 1944)
    - Rhinobrycon negrensis (Myers, 1944)[105]

  - Rhinopetitia (Géry, 1964)
    - Rhinopetitia myersi (Géry, 1964)[106]

  - Rhoadsia (Fowler, 1911)[107]
  - Rhodeoides
    - Rhodeoides vaillanti (Thominot, 1884)

  - Roeboexodon (Géry, 1959)[108]
  - Roeboides (Günther, 1864)
  - Saccoderma (Schultz, 1944)[34]
  - Salminus (Agassiz, 1829)[109]
  - Schultzites (Géry, 1964)
    - Schultzites axelrodi (Géry, 1964)[110]

  - Scissor (Günther, 1864)[50]
    - Scissor macrocephalus (Günther, 1864)[50]

  - Scopaeocharax (Weitzman & Fink, 1985)[111]
  - Serrabrycon (Vari, 1986)[112]
    - Serrabrycon magoi (Vari, 1986)[112]

  - Serrapinnus (Malabarba, 1998)[113]
  - Spintherobolus (Eigenmann, 1911)
  - Stethaprion (Cope, 1870)[114]
  - Stichonodon (Eigenmann, 1903)
    - Stichonodon insignis (Steindachner, 1876)[115]

  - Stygichthys (Brittan & Böhlke, 1965)[116]
    - Stygichthys typhlops (Brittan & Böhlke, 1965)[116]

  - Tetragonopterus (Cuvier, 1816)[117]
  - Thayeria (Eigenmann, 1908)[55]
  - Thrissobrycon (Böhlke, 1953)
    - Thrissobrycon pectinifer (Böhlke, 1953)[118]

  - Tometes (Valenciennes, 1850)[119]
  - Triportheus (Cope, 1872)
  - Tucanoichthys (Géry & Römer, 1997)
    - Tucanoichthys tucano (Géry & Römer, 1997)[120]

  - Tyttobrycon (Géry, 1973)[121]
  - Tyttocharax (Fowler, 1913)[96]
  - Utiaritichthys (Miranda-Ribeiro, 1937)
  - Vesicatrus
  - Wateina
  - Xenagoniates (Myers, 1942)
    - Xenagoniates bondi (Myers, 1942)[122]

  - Xenurobrycon (Myers & Miranda-Ribeiro, 1945)[123]
  - Xenurocharax
    - Xenurocharax spurrellii (Regan, 1913)

  - Xiphorhamphus
    - Xiphorhamphus ferox (Günther, 1863)

  - Zygogaster[124][125][126][127][128][129][130]